# Micardia terracottoides
Micardia terracottoides là một loài bướm đêm trong họ Noctuidae.